# The Heart of a Crook
The Heart of a Crook è un cortometraggio muto del 1914 diretto da Raymond B. West.

## Produzione
Il film fu prodotto dalla Kay-Bee Pictures.

## Distribuzione
Distribuito dalla Mutual, il film - un cortometraggio in due bobine - uscì nelle sale cinematografiche degli Stati Uniti il 3 luglio 1914.